# Cemetery H-cultuur
De Cemetery H-cultuur was de fase in West-Punjab en de Ghaggar-Hakra-vallei volgend op de hoog-Harappa-periode. Deze cultuur werd ontdekt in Harappa door Madho Sarup Vats die concludeerde dat deze volgde op de Indusbeschaving. Waar de ontdekking van de schijnbaar vreedzame Indusbeschaving de plausibiliteit van de Indo-Arische migratie-theorie onderuit leek te halen, werd de ontdekking van Cemetery H enkele decennia later wel gezien als indicatie van de Indo-Arische invasie. Vere Gordon Childe opperde deze mogelijkheid in 1934, maar het was vooral Mortimer Wheeler die dit idee populair maakte. Het kreeg daarna meer navolging, maar ook kritiek, zoals van B.B. Lal.

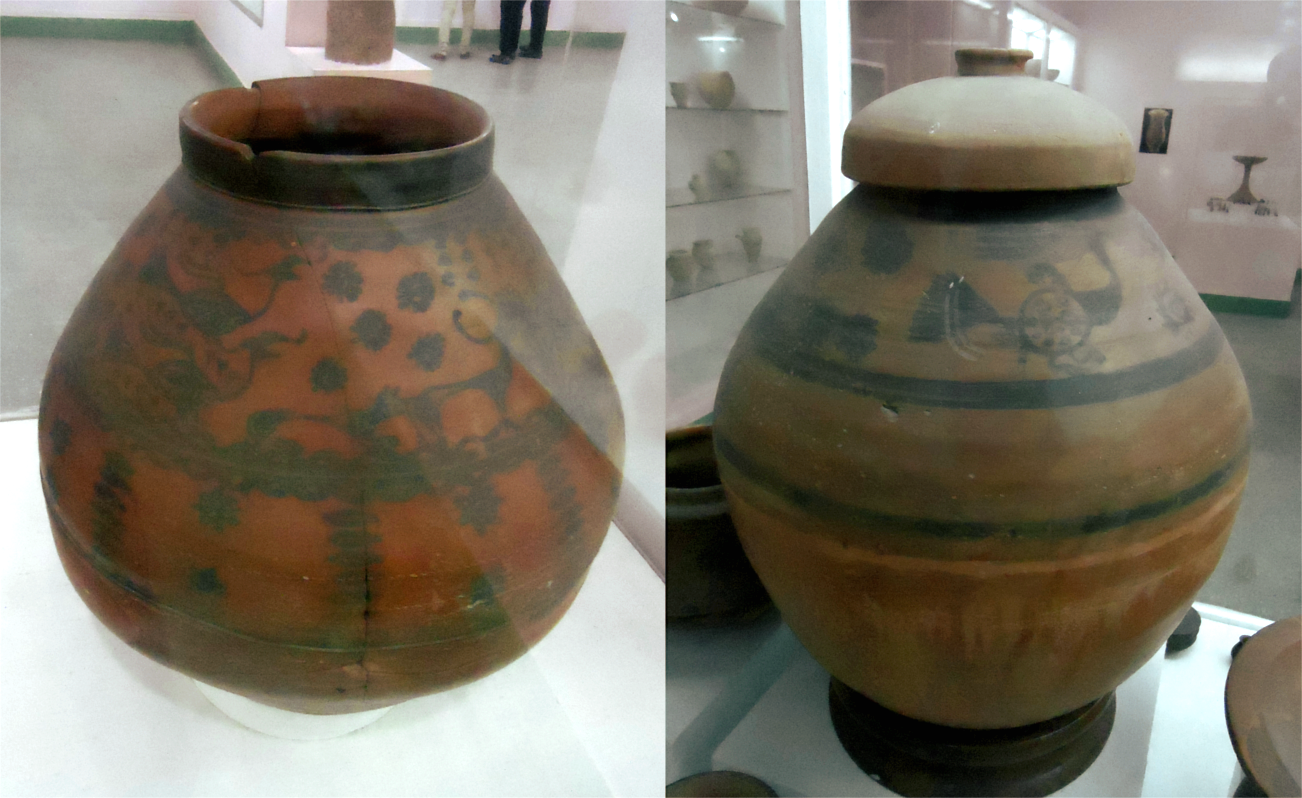
Aardewerk van Cemetery H. Zoals bij meer afbeeldingen uit de Indusbeschaving zijn er ook hier meerdere interpretaties die de dierenmotieven in verband brengen met de Veda's, maar blijft dit ook hier speculatief

Het eerdere grootse Harappa was in deze periode nog slechts een kleine nederzetting. Ten opzichte van hoog-Harappa was er in het gebied een sterke afname van het aantal nederzettingen, die in de meeste gevallen ook kleiner waren, nog onder de 5 hectare. Uitzonderingen waren Kudwala van 31 ha en Lurewala, Lundewali, Gamuwala Ther en Shahiwala van tussen de 15 en 20 ha. In de graven werden de lichamen meestal in rugligging geplaatst, terwijl in de bovenste lagen urnen waren begraven. Het aardewerk vertoont gelijkenissen met hoog-Harappa, maar kent ook nieuwe vormen. Deze periode viel samen met die van de Jhukarcultuur in Sindh, maar er zijn geen aanwijzingen dat hier nog contacten mee waren zoals tijdens hoog-Harappa.